# Dolmen de l’Artillou

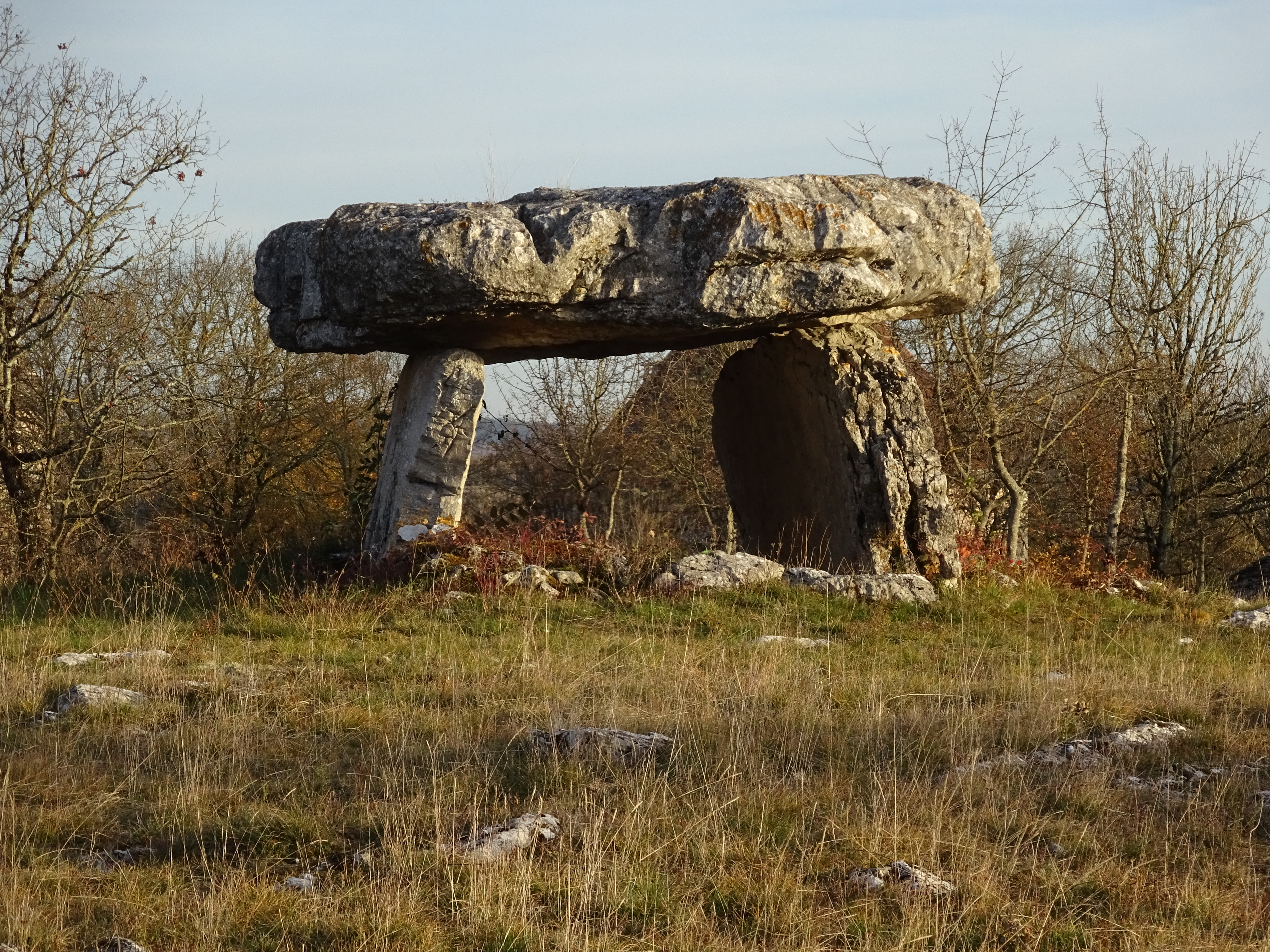
Dolmen du Mas de l’Artillou

Der Dolmen de l’Artillou (auch Dolmen du Mas de l’Artillou genannt) liegt in einem Feld südlich von Espédaillac bei Figeac im Département Lot in Frankreich. Dolmen ist in Frankreich der Oberbegriff für neolithische Megalithanlagen aller Art (siehe: französische Nomenklatur).
Es ist einer der für das Département Lot typischen einfachen, offenen „Dolmen simple“, der nur aus zwei etwa 4,0 m langen, leicht einwärts geneigten, seitlichen Tragsteinen und der Deckenplatte von 4,0 × 2,5 m besteht, während der Endstein oder ein entsprechender Trockenmauerwerkabschluss ebenso fehlt wie die Zugangskonstruktion. Vom Hügel auch keine Reste erhalten sind.
Die Nordwest-Südost orientierte Kammer aus Kalksteinplatten ist 4,0 m lang, 1,8 m breit und 1,5 m hoch.
In der Nähe liegen die Dolmen Mas de l’Artou 1 + 2.